# Hell Bent (Doctor Who)
"Hell Bent" é o décimo segundo e último episódio da nona temporada da série de ficção científica britânica Doctor Who, transmitido originalmente através da BBC One em 5 de dezembro de 2015. Foi escrito Steven Moffat e dirigido por Rachel Talalay.
O episódio marcou o retorno de Ohila e da Irmandade de Karn que apareceram em "The Magician's Apprentice", o primeiro episódio da nona temporada. A história também contou com o retorno de Gallifrey e dos Senhores do Tempo, vistos pela última vez em "The Day of the Doctor", bem como dos Daleks, dos Weeping Angels e dos Cybermen. Além disso, essa também foi a última aparição regular de Jenna Coleman como Clara Oswald.

## Enredo
Em Nevada, o Doutor entra em uma lanchonete, onde encontra uma garçonete fisicamente idêntica a Clara Oswald. Ele começa a contar a ela uma "história" sobre Clara; nenhum parece reconhecer o outro. O episódio então volta para Gallifrey, onde o Doutor escapou de seu disco de confissão, desencadeando os sinos do Claustro na cidade, que alertou o Senhor do Tempo Presidente, o Conselho Superior e a Irmandade de Karn. O Presidente tenta prender o Doutor, mas os outros, incluindo os militares gallifreyanos, o vêem como um herói de guerra, e em vez disso eles ajudam a exilar o Presidente, que é revelado ser Rassilon, bem como o Alto Conselho. O Doutor descobre que ele ficou preso no disco de confissão quatro bilhões e meio de anos por causa de Rassilon, que tinha medo de que ele fosse o híbrido da profecia de Gallifrey que iria conquistar o planeta e ficar em suas ruínas. O General e Ohila tentam saber mais sobre o híbrido, mas o Doutor afirma que eles devem pedir a Clara sobre isso.
O Doutor, com a ajuda dos Senhores do Tempo, usa uma "câmara de extração" para recuperar Clara de sua linha do tempo, pouco antes do instante de sua morte, com seus processos biológicos em suspensão em um loop de tempo para impedi-la de morrer, mas a deixando sem pulso e incapaz de envelhecer. O General tenta explicar a situação para Clara, mas o Doutor rouba sua arma e, depois de confirmar que ele ainda pode se regenerar, atira para cobrir sua fuga e de Clara. O Doutor pega um bloqueador neural do laboratório antes de o par fugir para os Claustros, onde está a Matrix, o sistema de computador que serve como um repositório do conhecimento dos Senhores Tempo mortos. Ao ver a saída e protegendo Clara dos Espectros do Claustro, o Doutor diz a ela sobre um Senhor do Tempo que conseguiu escapar do Claustro, deixando-o louco. Clara reconhece que este foi o próprio Doutor, tendo tomado conhecimento da profecia do híbrido a partir dos fantasmas, que o fizeram deixar Gallifrey numa TARDIS tipo 40 roubada. O recém-regenerado General (agora uma mulher) e Ohila encontram e tentar convencer Clara a vir com elas e para o Doutor dizer-lhes o que ele sabe. Clara vira o jogo, distraindo-as por tempo suficiente para o Doutor para roubar uma nova TARDIS da oficina abaixo do Claustro, assim como ele fez quando ele deixou Gallifrey originalmente.
O Doutor então tenta levar Clara longe o suficiente de Gallifrey para ela romper o laço do tempo e recuperar o seu batimento cardíaco, com o Doutor tendo esperança de que ele pode evitar te-la que devolver ao momento da sua morte, apesar do próprio tempo ser potencialmente prejudicado no processo. Quando se torna evidente que o cronograma de Clara não está reajustando, o Doutor leva a TARDIS roubada para o extremo do Universo, minutos antes dele acabar. Tendo viajado apenas no tempo, não espaço, a TARDIS se materializou nas ruínas de Gallifrey. O Doutor responde a uma batida na porta e encontra Ashildr esperando por ele, depois de ter vivido toda a vida do universo, tornando-se na última imortal existente. Ele a acusa de ser o híbrido, um ser humano modificado com tecnologia Mire. Depois que o Doutor descarta sua ideia de que o híbrido em vez disso poderia ser meio Senhor do Tempo e meio-humano, Ashildr apresenta sua própria teoria sobre a identidade do híbrido: a de que o Doutor e Clara juntos são o híbrido, uma vez que são tão parecidos, cada um empurrando o outro para ações potencialmente catastróficas. O Doutor, então, revela sua intenção de apagar as memórias de Clara dele, na esperança de que, se ela for deixada na Terra sem memórias dele, os Senhores do tempo não seriam capazes de encontrá-la.
Clara, que estava escutando a conversa de dentro da TARDIS, tenta inverter a polaridade do bloqueador neural usando os óculos de sol sônico do Doutor, para tentar faze-lo parar. Quando os dois retornam para a TARDIS, Clara revela que estava observando, e diz ao Doutor que ela está feliz em aceitar a morte dela, mas insiste em manter sua memória. O Doutor duvida que Clara reverteu com sucesso a função do bloqueador neural, mas admite que ele foi longe demais para salvar Clara, tendo-se tornado no híbrido que ele temia se tornar no processo. Os dois concordam em ativar o bloqueador neural juntos, sem saber qual deles será afetado. O dispositivo afeta o Doutor, que diz seu adeus a Clara antes de desmaiar. O Doutor acorda no deserto de Nevada sem nenhuma ideia de como ele chegou ali e de quem é Clara.
No presente, conseguindo juntar tudo sobre Clara, exceto como ela parece, o Doutor acaba contando sua história para a garçonete, que o incentiva a continuar. Ela então vai para uma sala no interior do lugar, revelando Ashildr e o console da TARDIS; o restaurante é na verdade a máquina que o Doutor roubou, e a garçonete é realmente Clara. A TARDIS nova vai embora, deixando o Doutor para trás e revelando a sua própria TARDIS, ainda coberta com tributo pintado de Rigsy para Clara. Ashildr relata que o circuito de camaleão não está funcionando, e assim a TARDIS delas está presa sob a forma de um restaurante americano. Clara declara sua intenção de voltar a Gallifrey e de morrer para restaurar a linha do tempo, já que sua morte é um ponto fixo no tempo. Mas uma vez que ela é agora não envelhece, ela decide "ir pelo caminho mais longo", e junto com Ashildr elas vão viajar pelo universo.
Dentro da sua TARDIS, o Doutor encontra uma mensagem de Clara em seu quadro-negro: "Corra, garoto esperto, e seja um doutor". Observando, a TARDIS lhe dá uma nova chave de fenda sônica, e o Doutor fecha as portas com um estalar de dedos, pronto para continuar suas aventuras. O Doutor, então, define a TARDIS para um novo destino e o tributo de Rigsy para Clara descasca enquanto a nave se desmaterializa. O episódio termina com a TARDIS do Doutor e a TARDIS de Clara passando uns pelos outros, voando em direções opostas.

### Continuidade
Quando o Doutor entra pela primeira vez na lanchonete, a versão da música "Don't Stop Me Now" cantada por Foxes é ouvida. A mesma música foi escutada em "Mummy on the Orient Express", na oitava temporada.
Quando o Doutor chega em Gallifrey, ele volta para o celeiro nas Terras Secas, onde passou algum tempo enquanto era criança, como visto em "Listen", e mais tarde onde ele planejava usar O Momento para acabar com a Guerra do Tempo em "The Day of the Doctor".
O Claustro de Guerra foi mencionado por Missy em "The Magician's Apprentice", junto com o Doutor roubando "a lua e esposa do presidente." O Doutor confessa isso nesse episódio, ainda que inadvertidamente em seu balbuciar quando se reuniu com Clara depois de mais de quatro bilhões anos, alegando que era sua filha, não sua esposa, e que ele não roubou a lua, mas a "perdeu".
Este é o primeiro episódio desde The End of Time que caracteriza Rassilon. Ele foi mencionado pela primeira vez em The Deadly Assassin e fez sua primeira aparição no especial do vigésimo aniversário da série The Five Doctors.
O Doutor diz que ele resgatou Clara porque "devia protege-la", um tema mencionado pela primeira vez em "Under the Lake".
O interior da TARDIS que o Doutor e Clara roubam para escapar do Claustro é modelada igualmente como na série clássica, como visto em An Unearthly Child. O exterior também é o mesmo quando o Doutor fugiu de Gallifrey pela primeira vez, como mostrado em "The Name of the Doctor".
Quando Ashildr bate na porta da TARDIS, ela bate quatro vezes, o que o Doutor ressalta dizendo "são sempre quatro batidas". Esta é uma referência para o arco de história sobre a regeneração do Décimo Doutor, na qual uma profecia afirmava "Ele vai bater quatro vezes", pouco antes de sua morte.
Ashildr refere-se ao Doutor como sendo possivelmente meio-humano e, portanto, poderia ser o híbrido. O Oitavo Doutor fez uma declaração semelhante sobre sua linhagem no telefilme de 1996.
Quando o Doutor decide limpar a memória de si mesmo de Clara para salvá-la, ele menciona que ele já fez isso antes, telepaticamente, referindo-se ao Décimo Doutor limpando a memória de Donna Noble dele e de suas viagens na TARDIS em "Journey's End".
Clara afirma que ela "inverteu a polaridade" da memória do dispositivo, uma frase mais associada com o Terceiro Doutor, mas também usado pelo Quinto, Décimo, Décimo primeiro e Décimo segundo Doutores.
O Doutor reconhece o restaurante como o mesmo que ele visitou em sua encarnação anterior em "The Impossible Astronaut" com companheiros Amy Pond e Rory Williams.
No final do episódio, uma nova chave de fenda sônica é introduzida, depois do Doutor perder a sua antiga em "The Witch's Familiar".

## Produção
A leitura do roteiro ocorreu em 4 de agosto de 2015, e as filmagens começaram seis dias depois, em 10 de agosto. As cenas externas foram filmadas durante três dias em Fuerteventura no final de agosto.

### Elenco
Maisie Williams reprisou seu papel como Ashildr/Me de "The Girl Who Died" / "The Woman Who Lived" e "Face the Raven", assim como Ken Bones, que reprisou seu papel como o General de "The Day of the Doctor" e Claire Higgins, que interpretou Ohila. Donald Sumpter apareceu anteriormente como Enrico Casali no arco The Wheel in Space de 1968 e como o Comandante Ridgeway em The Sea Devils de 1972. Ele também apareceu no episódio The Eternity Trap, uma história do spin-off The Sarah Jane Adventures, onde interpretou Erasmus Darkening. Jami Reid-Quarrell retornou com um Espectro, depois de atuar como Colony Sarff em "The Magician's Apprentice" / "The Witch's Familiar", bem como "o Véu" em "Heaven Sent".

## Transmissão e recepção
| Críticas profissionais            | Críticas profissionais |
| Avaliações da crítica             | Avaliações da crítica  |
| Fonte                             | Avaliação              |
| --------------------------------- | ---------------------- |
| Rotten Tomatoes (Tomatometer)     | 83%                    |
| Rotten Tomatoes (Pontuação média) | 8,0                    |
| The A.V. Club                     | A-                     |
| Paste Magazine                    | 9,0                    |
| SFX Magazine                      | [ 13 ]                 |
| TV Fanatic                        | [ 14 ]                 |
| IGN                               | 9,3                    |
| New York Magazine                 | [ 16 ]                 |
| Radio Times                       | [ 17 ]                 |

"Hell Bent" foi transmitido no Reino Unido na noite de 5 de dezembro de 2015 através da BBC One. O episódio foi assistido por 4.80 milhões de espectadores durante sua exibição original, tendo alcançado uma participação de 21,5% e um Índice de Apreciação de 82.

### Recepção crítica
"Hell Bent" em geral recebeu críticas positivas. Em seu comentário para o Digital Spy, Morgan Jeffery disse que o episódio foi "em pontos emocionantes e que afetam" mas "é do clímax instável que as pessoas vão se lembrar, e, infelizmente, pode acabar ofuscando (muitos e vários) bons pontos do episódio." Simon Brew do Den of Geek descreveu a história como "um coerente, nerd, muitas vezes brilhante, às vezes um pouco frustrante, mas sempre uma peça assistível de televisão". Amy Queimaduras do The Independent achou que o episódio foi "emocional e humorístico" embora admitiu "não compreender cerca da metade do que aconteceu".
O episódio também recebeu críticas negativas. John Hussey do Cult Fix criticou o retorno de Clara, dizendo que "'Face the Raven' foi um final poético para Clara e que deveria ter sido deixado sozinho, não arrastado com bobagens timey-wimey." Ele foi mais longe e criticou a falta de resolução do arco sobre o híbrido da temporada, dizendo que "ele acrescentou muito pouco para a série e resultou em nada espetacular, que não seja pura especulação; Essencialmente estamos de volta onde começamos".